# Labrine
Labrinele (Labrinae) este o subfamilie de pești marini teleosteeni din familia labride răspândiți în mările din zona temperată nordică. În acest grup se găsesc speciile cele mai nordice. Subfamilia labrine este reprezentată pe coastele europene prin 18 specii grupate în 6 genuri: Labrus, Symphodus, Ctenolabrus, Lappanella, Acantholabrus și Centrolabrus.

## Descrierea
Numărul de radii simple spinoase din înotătoarea dorsală este mai mare decât numărul radiilor moi segmentate (ramificate). Pe cap solzii sunt dispuși pe obraji, pe piesele operculare, în regiunea occipitală și uneori în zona interorbitară. Coloana vertebrale este compusă din 29-41 vertebre. Linia laterală este completă. Înotătoarele pelviene (ventrale) sunt inserate în mod distinct în spatele înotătoarelor pectorale, înotătoarea caudală are marginea posterioară rotunjită sau trunchiată.

## Sistematica

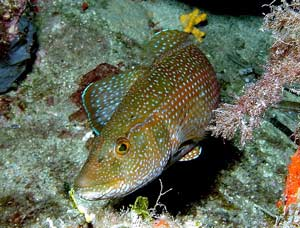
Buzatul (Labrus viridis)

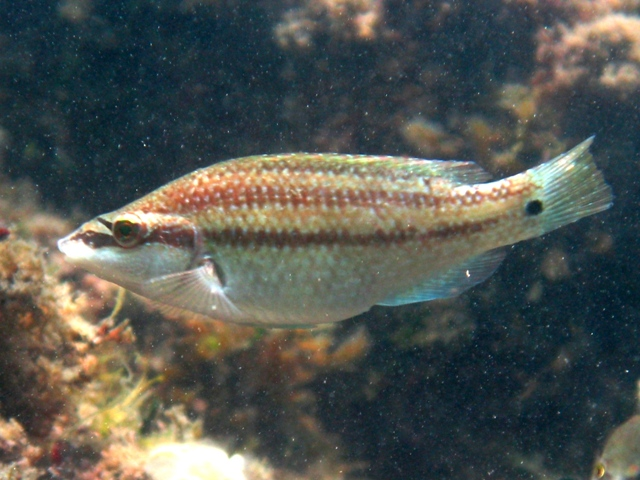
Lapină păun (Symphodus tinca)

Subfamilia labrine cuprinde un singur trib, Labrini, cu următoarele genuri și specii:
- Acantholabrus Cuvier & Valenciennes, 1839
  - Acantholabrus palloni (Risso, 1810))
- Centrolabrus Günther, 1861
  - Centrolabrus caeruleus Azevedo, 1999
  - Centrolabrus exoletus (Linnaeus, 1758))
  - Centrolabrus trutta (Lowe, 1834)
- Ctenolabrus Valenciennes, 1839
  - Ctenolabrus rupestris (Linnaeus, 1758))
- Labrus Linnaeus, 1758
  - Labrus bergylta Ascanius, 1767)
  - Labrus merula Linnaeus, 1758)
  - Labrus mixtus Linnaeus, 1758)
  - Labrus viridis Linnaeus, 1758)
- Lappanella Jordan, 1890
  - Lappanella fasciata (Cocco, 1833)
  - Lappanella guineensis Bauchot, 1969
- Symphodus Rafinesque, 1810
  - Symphodus bailloni  (Valenciennes, 1839))
  - Symphodus cinereus (Bonnaterre, 1788))
  - Symphodus doderleini Jordan, 1890
  - Symphodus mediterraneus (Linnaeus, 1758))
  - Symphodus melanocercus (Risso, 1810))
  - Symphodus melops (Linnaeus, 1758))
  - Symphodus ocellatus (Forsskål, 1775))
  - Symphodus roissali (Risso, 1810))
  - Symphodus rostratus (Bloch, 1791))
  - Symphodus tinca (Linnaeus, 1758))
- Tautoga Mitchill, 1814
  - Tautoga onitis (Linnaeus, 1758)
- Tautogolabrus Günther, 1862
  - Tautogolabrus adspersus (Walbaum, 1792)
  - Tautogolabrus brandaonis (Steindachner, 1867)